# 건너붙임
건너붙임은 붙임의 한 종류이자 상대의 날일자 형태를 끊기 위한 수단이다. 상대의 날일자 사이로 한칸 건너가 붙이는 행마법이다.